# Stepan Erzja
Stepan Dmitrijevič Erzja (pravo ime Stepan Dmitrijevič Nefjodov), ruski umetnik, kipar, predstavnik secesijskega sloga. * 27. oktober [8. november] 1876, Bajevo, Simbirska gubernija, † 24. november 1959, Moskva.

## Življenje
Stepan Dmitrijevič Erzja (Nefjodov) (rusko: Степа́н Дми́триевич Э́рьзя (Нефёдов) je bil mordovinski kipar, ki je živel v Rusiji in Argentini. Erzja je svoj psevdonim izbral po domači etnični skupini Erzja.
Rodil se je 27. oktobra 1876 v vasi Bajevo, Alatirski ujezd, Simbirska gubernija, Ruskega imperija. Leta 1892 se je njegova družina preselila v Alatir; Stepan je postal vajenec različnih ateljejev, ki so izdelovali ikone. V letih 1893–1897 je živel v Kazanu, najprej v mizarski trgovini, pozneje je delal v ateljeju ikon P. A. Kovalinskega v Kazanu. Takrat je Erzja krasil cerkve v različnih mestih in vaseh na območju Volge in obiskoval umetniško šolo v Kazanu.
V letih 1902–1906 je študiral na Moskovski šoli za slikarstvo, kiparstvo in arhitekturo ter sodeloval na razstavah študentov šole. V letih 1906-1914 je živel v Italiji in Franciji. Leta 1909 je sodeloval na razstavah v Benetkah in Milanu, leta 1912 v Parizu.
Leta 1914 se je vrnil v Rusijo, leta 1918 pa se preselil v Jekaterinburg, kjer je ustvaril svoja monumentalna umetniška dela. Leta 1921 se je preselil v Novorosijsk, nato v Batumi. Tam je ustvaril portrete Lenina, Marxa in Engelsa, mnogih kulturnih delavcev v Gruziji. Leta 1923 je živel v Bakuju, kjer je ustvarjal v monumentalnem žanru.
Leta 1926 je sovjetska vlada sprejela odločitev, da bo Stepana Erzjo poslala v tujino, da bi »širil znanje o sovjetski umetnosti«. Spet je prišel v Pariz. Tudi tokrat so bile njegove samostojne razstave sponzorirane, čemur je sledil pozitiven odziv zahodnega tiska.
V letih 1927–1950 je delal v Buenos Airesu in tam ustvarjal portrete Lenina, Mojzesa, Tolstoja in Beethovna.
Tam je Erzja, predstavnik manjšega in ustrahovanega naroda, razvil projekt preoblikovanja celotnih gora v Andih v spomenike junakom vojne za neodvisnost. Lokalne oblasti so njegov načrt odobrile, vendar niso uspele financirati izvedbe.
Medtem ko je bil v Argentini, je Erzja izumil metodo predelave nekaterih lokalno pridelanih izredno trdih vrst lesa: algarrobo (Prosopis juliflora - rožičevec) in quebracho (Schinopsis spp.).
Leta 1950 se je vrnil v Sovjetsko zvezo. Leta 1956 je bil odlikovan z redom Rdeče delavske zastave.
Stepan Erzja je umrl leta 1959 v Moskvi in je bil pokopan v Saransku, glavnem mestu Mordvinije.
26. junija 1958 je bil v mordovski prestolnici Saransku odprt Muzej vizualnih umetnosti Mordovian Erzia (rusko Мордовский республиканский музей изобразительных искусств им. С.Д.Эрьзи). V muzeju je najbolj popolna zbirka Erzjevih del (204 del).

## Glavna dela
Vsa dela Erzje so prežeta z občutkom globokega domoljubja. Živel je dolgo v različnih državah in se vedno spominjal svojih ljudi in jih imel rad. Ta ljubezen je bila izražena tako pri izbiri kiparjevega psevdonima, ki izhaja iz imena ljudi Erzja, ki mu je pripadal, kot pri ustvarjanju galerije nacionalnih tipov: Erzjanka (1915), Glava Mordovke (1917), Mordvski kmet  (1937), Mordovski starec (1940), Mordvec s cigareto (1948) in drugi. Izražajo poezijo, fizično moč, trdnost, moralno čistost, od katerih je oblikovan narodni značaj Erzja, pa tudi liki mnogih drugih narodov. 
Nekatera druga dela so še:
Groza, Obup, Pogum, Čilska dama, Pariška dama v klobuku, Lev Tolstoj, Beethoven, Mojzes in Kristus.

## Dediščina
Projekti za preoblikovanje gora v spomenike:
- Projekt preoblikovanja gore v Alpah v spomin na Charlesa Darwina. 1910 leto. Italija.[7]
- Projekt preoblikovanja Aleksandrovske Sopke (provinca Čeljabinsk) v spomenik Veliki oktobrski revoluciji in V. I. Leninu, 1922.
- Projekt pretvorbe gore Pan di Asucar v dva leva (Brazilija). Višina gore je 395 m, 1934.
- Projekt preoblikovanja gora v kiparske spomenike junaku Argentine Joseju San Martinu (1778-1850) in junaku Čila Bernardu O'Higginsu (1776-1842), Andi, 1938-1941
- Projekt preoblikovanja pečine Stenke Razin v Žigulih in planini Razin v okolici Bakuja v spomenik vodji kmečke vstaje.

## Citat
Dajte mi ljudi, goro in dinamit in ustvaril bom vreden spomenik revoluciji.